# クレメンス・マリア・ツー・テーリンク＝イェッテンバッハ

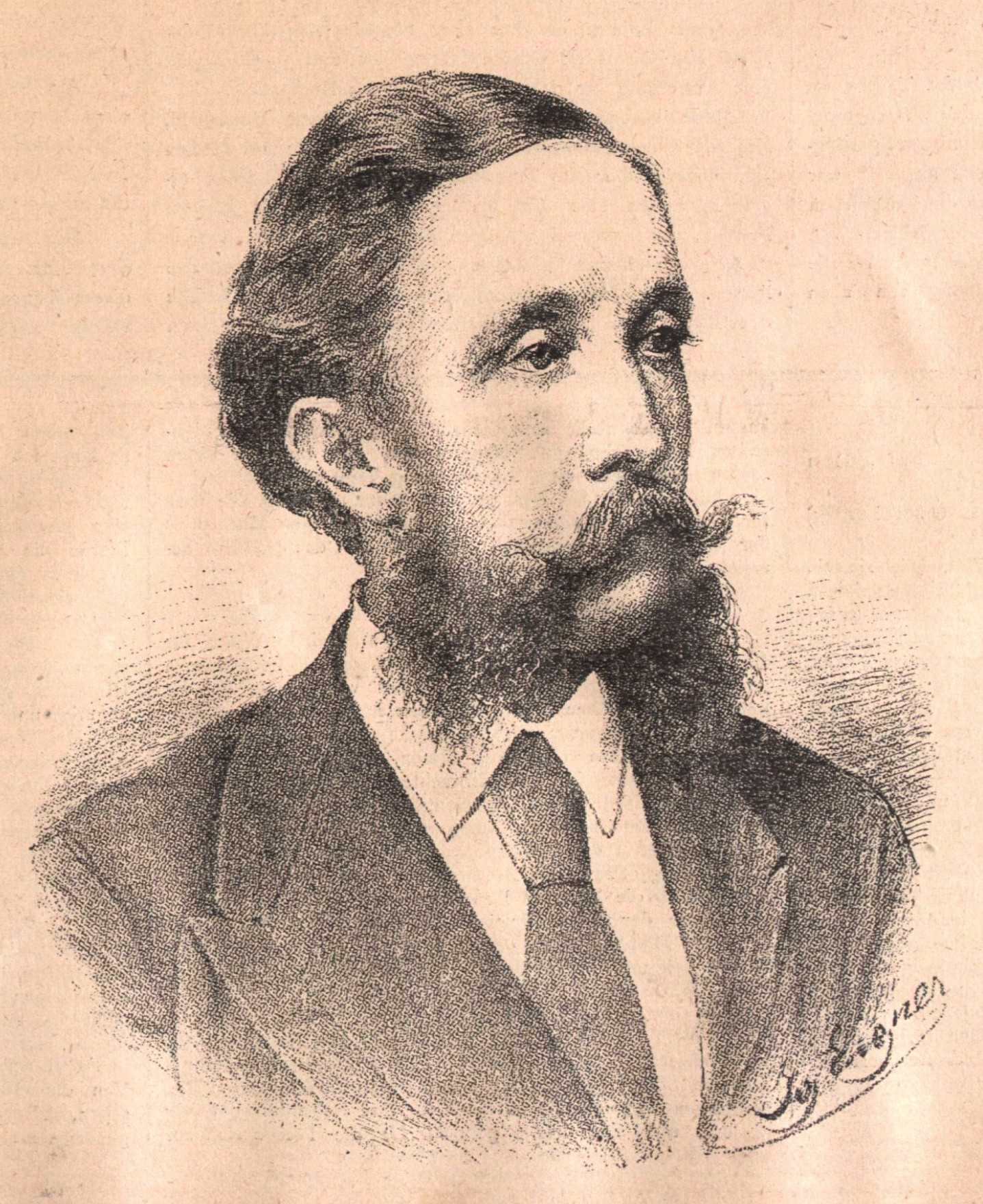
クレメンス・マリア・ツー・テーリンク＝イェッテンバッハ伯爵

クレメンス・マリア・フォン・テーリンク＝ミヌッツィ（Clemens Maria Graf von Toerring-Minucci）、1866年よりクレメンス・マリア・ツー・テーリンク＝イェッテンバッハ（Clemens Maria Graf zu Toerring-Jettenbach, 1826年10月23日 オーデルツハウゼン - 1891年11月12日 ミュンヘン）は、ドイツ・バイエルン王国の貴族。同国の王室侍従、参議院議員（世襲）。

## 生涯
12世紀に始まるバイエルンの古い貴族家門テーリンク家の一員として生まれた。父は王室侍従アントン・フォン・テーリンク＝ゼーフェルト伯爵（1798年 - 1846年）、母は伯爵令嬢フランツィスカ・フォン・ミヌッツィ（1804年 - 1850年）である。父は1824年に母と結婚した際、家系の途絶えた妻方の家名を加えてテーリンク＝ミヌッツィ（Toerring-Minucci）の姓を名乗ることをバイエルン王室に認められた。
1866年、バイエルン上院議員かつヴュルテンベルク王国のシュタンデスヘルであり、グーテンツェルの領主だった同族のマクシミリアン・フォン・テーリンク＝イェッテンバッハ伯爵（Maximilian Graf von Toerring-Jettenbach）の相続人に指名され、1866年8月4日にテーリンク＝イェッテンバッハ（Graf zu Toerring-Jettenbach）の姓を名乗ることを許される。さらに1888年10月9日、ヴュルテンベルク政府よりグーテンツェル領主家のシュタンデスヘル身分の権利相続者と認められて上級貴族に列せられ、伯家の殿下の敬称の使用も許された。バイエルン政府も1888年10月27日付けでテーリンクに対し、ヴュルテンベルク政府と同じ身分上の諸特権を認めている。
テーリンクは1886年6月9日、バイエルン王ルートヴィヒ2世をノイシュヴァンシュタイン城において逮捕し、ベルク城に拘禁した5人の重臣の1人である。この功績により、テーリンクは教皇使節団員、王室管財官、Kavalier des Königsに名を連ねた。
テーリンクはペルンバッハ、ペルテンシュタイン、イェッテンバッハおよびゼーフェルトの世襲領主（Fideikommissherr）であり、グーテンツェルの荘園領主（Gutsherr）であった。死後、遺産は長男のハンス・ファイトが相続した。